# World Doubles Championships 1989 - Doppio
Il doppio del torneo di tennis World Doubles Championships 1989, facente parte del WTA Tour 1989, ha avuto come vincitrici Gigi Fernández e Robin White che hanno battuto in finale Elizabeth Smylie e Wendy Turnbull con il punteggio di 6–2, 6–2.

## Teste di serie
1. Gigi Fernández /  Robin White (Campionesse)

1. Elizabeth Smylie /  Wendy Turnbull (finale)

## Tabellone

### Legenda
| - Q = Qualificato - WC = Wild card - LL = Lucky loser | - ALT = Alternate - SE = Special Exempt - PR = Protected Ranking | - w/o = Walkover - r = Ritirato - d = Squalificato |

|  | Primo turno                    | Primo turno                     | Primo turno                     | Primo turno | Primo turno |  |  | Semifinali | Semifinali                      | Semifinali                      | Semifinali                      | Semifinali                      |   |   | Finale | Finale                     | Finale                     | Finale | Finale |  |
|  |                                |                                 |                                 |             |             |  |  |            |                                 |                                 |                                 |                                 |   |   |        |                            |                            |        |        |  |
|  | 1                              | Gigi Fernández Robin White      | Gigi Fernández Robin White      | 6           | 6           |  |  |            |                                 |                                 |                                 |                                 |   |   |        |                            |                            |        |        |  |
|  |                                | Mary Lou Daniels Wendy White    | Mary Lou Daniels Wendy White    | 4           | 4           |  |  | 1          | Gigi Fernández Robin White      | Gigi Fernández Robin White      | 6                               | 6                               |   |   |        |                            |                            |        |        |  |
|  | Cammy MacGregor C MacGregor    | Cammy MacGregor C MacGregor     | 6                               | 3           | 6           |  |  |            | Cammy MacGregor C MacGregor     | Cammy MacGregor C MacGregor     | 4                               | 2                               |   |   |        |                            |                            |        |        |  |
|  | Sandy Collins Andrea Temesvári | Sandy Collins Andrea Temesvári  | 4                               | 6           | 3           |  |  |            |                                 |                                 |                                 |                                 |   |   | 1      | Gigi Fernández Robin White | Gigi Fernández Robin White | 6      | 6      |  |
|  | Maya Kidowaki Kimiko Date      | Maya Kidowaki Kimiko Date       | Maya Kidowaki Kimiko Date       | 7           | 7           |  |  |            |                                 | 2                               | Elizabeth Smylie Wendy Turnbull | Elizabeth Smylie Wendy Turnbull | 2 | 2 |        |                            |                            |        |        |  |
|  | Jenny Byrne J Tremelling       | Jenny Byrne J Tremelling        | Jenny Byrne J Tremelling        | 5           | 6           |  |  |            | Maya Kidowaki Kimiko Date       | Maya Kidowaki Kimiko Date       | 2                               | 6                               |   |   |        |                            |                            |        |        |  |
|  | 2                              | Elizabeth Smylie Wendy Turnbull | Elizabeth Smylie Wendy Turnbull | 6           | 6           |  |  | 2          | Elizabeth Smylie Wendy Turnbull | Elizabeth Smylie Wendy Turnbull | 6                               | 7                               |   |   |        |                            |                            |        |        |  |
|  |                                | Beth Herr Candy Reynolds        | Beth Herr Candy Reynolds        | 3           | 2           |  |  |            |                                 |                                 |                                 |                                 |   |   |        |                            |                            |        |        |  |